# Hans Pfann
Hans Pfann (Norimberga, 4 agosto 1873 – Bad Reichenhall, 5 gennaio 1958) è stato un alpinista, ingegnere e scrittore tedesco, l'alpinista Franz Nieberl lo descrisse come "probabilmente il più versatile alpinista di origine tedesca" dei "senza guida". Nel 1898 era già capocordata nelle salite più difficili del Wilder Kaiser e delle Dolomiti, nel 1900 fu il secondo a conquistare la Guglia di Brenta e il secondo a superare le Torri del Vajolet. Ben presto aprì nuove vie sulla parete nord-ovest del Kaiser della Kleine Halt, sulla cresta nord del Lärchegg, sulla parete est del Treffauer, sul Totenkirchl-Fünferweg e sul Pfannkamin, nelle Dolomiti sul Grohmannspitze-Fistillweg. Inizialmente si concentrò sul Kaiser e sulle Dolomiti, ma viaggiò molto anche negli altri gruppi, in particolare nelle Alpi calcaree settentrionali, nelle Alpi occidentali, nella catena dei monti Tian Shan nel Kirghizistan del 1902, nel Caucaso del 1903 e nelle Ande del 1928. Nel corso delle sue attività sportive salì sedici volte il monte Cervino e oltre 1 000 cime, tra cui 132 quattromila e 48 prime ascensioni e dimostrò le sue capacità nell'arrampicata su ghiaccio e roccia, nei tour ad alta quota, nella guida di spedizioni in montagna e nella scrittura di libri tematici.

## Biografia
Originario di Norimberga, all'età di 18 anni frequentò l'Università tecnica di Monaco dal 1891 al 1895, dove si laureò in ingegneria. Nel 1895 iniziò a lavorare come assistente e insegnante presso la scuola di ingegneria meccanica di Monaco di Baviera. Nel 1897 entrò al servizio della città come insegnante presso diverse scuole professionali. Ben presto conobbe la montagna, si unì all'Associazione Alpina Accademica di Monaco di Baviera e alla sezione bavarese e accumulò esperienza sulle montagne rocciose locali, sia in estate che in inverno. Nel 1901 riuscì a scalare il Pfannkammin a Totenkirchl. La sua preferenza particolare era per il gruppo del Monte Bianco. Nel 1902 Pfann seguì Gottfried Merzbacher nel Gruppo del Tian Shan nell'Asia centrale. Nel 1903 riuscì con Ludwig Distel e Georg Leuchs ad attraversare entrambe le vette dell'Ushba nel Caucaso in cinque giorni. Nelle Alpi, Pfann scalò circa 130 cime di quattromila metri, per lo più percorrendo sentieri difficili. Nel 1928 il Club Alpino Tedesco Austriaco gli affidò la guida della spedizione nella Cordillera Real in Bolivia, dove il Hans Pfann inquantacinquenne scalò i seimila. Il gruppo era composto da tre austriaci, Alfred Horeschowsky, Erwin Hein e Hugo Hörtnagl; la completavano il dottor Carl Troll di Monaco di Baviera e Friedrich Ahlfeld di Marburgo. La spedizione aveva lo scopo di proseguire il lavoro di esplorazione già iniziato nella Cordillera Real anni prima sempre da alpinisti tedeschi; essa si estende dal monte Illimani al monte Illampu per una lunghezza di quasi 300 chilometri. Il loro obiettivo era la scalata della vetta principale della Cordillera, il possente Illampu di 6 600 m, considerata a quei tempi inscalabile. Il primo tentativo fu indirizzato alla scalata del Pico del Norte di 6 300 m circa che avvenne il 20 maggio, il secondo tentativo fu sulla cresta meridionale dell'Illampu il 28 maggio, con l'attraversamento della cresta nord-occidentale il 7 giugno, il Casiri, di 6 100 m il 19 giugno, e infine il Chearoco, di 6 200 m il 25 giugno.
Nel suo diario di viaggio, Pfann elencò la scalate di tutti i quattromila delle Alpi e molti di essi appaiono riportati due o tre volte. Concluse numerose prime ascensioni e prime scalate, soprattutto nel Wilder Kaiser, ma anche nelle altre Alpi calcaree settentrionali, nelle Dolomiti e nelle Alpi occidentali. Per citarne solo alcuni eseguì la prima salita della parete est del Treffauer, la prima salita della cresta nord del Lärchegg, la prima salita del Totenkirchl-Fünferweg, Totenkirchl-Pfannkamin, la prima salita della cresta nord dello Zugspitze, la prima traversata della Schönfeldscharte sul Watzmann, la prima salita del Fistillweg sul Grohmannspitze, la prima salita invernale della Marmolada, la seconda salita della guglia delCampanile Basso del Brenta, la prima salita in solitaria della cresta Zmutt sul Cervino, la prima salita senza guida del Täschhorn attraverso la cresta Teufels, la prima traversata delle Grandes Jorasses e la prima salita della loro parete sud. Nel 1928 a Pfann fu affidato il compito di guidare la spedizione alpinistica tedesca sulle Ande, che portò a quattro importanti prime ascensioni. Nel 1958 poche settimane prima della sua scomparsa Pfann visitò le Alpi Venoste e scalò una serie di cime di tremila metri, tra cui la Watzespitze.

## Carriera alpinistica
- 1891 Salita al Wendelstein, 1 838 m, Alpi del Mangfall, Prealpi bavaresi); salita al Roßstein, 1 698 m, (Alpi del Tegernsee)
- 1891 Traversata dello Zugspitze via Knorrhütte da Reintal, discesa attraverso lo Schneekar austriaco fino a Ehrwald, 2 962 m, (Wetterstein)
- 1893 Salita al Zugspitze dall'Eibsee, 2 962 m, (Wetterstein); salita al Schönfeldspitze, 2 653 m, (Steinernes Meer, Alpi di Berchtesgaden); salita al Großglockner, 3 797 m, (Alti Tauri)
- 1894 Salita all'Ödstein dal nord, (Alpi Ennstal, Gesäuse); salita all'Ellmauer Halt, 2 344 m, (Wilder Kaiser)
- 1895 Salita al Totenkirchl, 2 193 m, (Wilder Kaiser); salita al Totenkirchl "Zottkamin", III, 2 193 m, (Wilder Kaiser); salita alla Punta Totensessel, 1 745 m, (Wilder Kaiser)
- 1896 Salita al Hintere Karlspitze attraverso lo Schneelochkar, 2 283 m, (Wilder Kaiser); ascensione del Predigtstuhl - cima principale e nord, 2 116 m, (Wilder Kaiser); ascensione della Totenkirchl "Zottkamin", III, e ottava ascensione, 2 193 m, (Wilder Kaiser); ascensione della Hintere Karlspitze - cresta nord-ovest, 2 283 m, (Wilder Kaiser); ascensione del Grosser Fermedaturm - parete est, 2 873 m, (Gruppo delle Odle, Dolomiti); ascensione dell'Odlastock - sei cime, (Gruppo delle Odle, Dolomiti); prima ascensione del Grohmannspitze - parete nord "Fistillweg", (Gruppo del Sassolungo); ascensione del Fünffingerspitze - parete sud-est "Schmittkamin", IV+, 2 996 m, (Gruppo del Sassolungo, Dolomiti); salita al Zahnkofel, 3 001 m, (Gruppo del Sassolungo); primo attraversamento della Torre del Principe e primo inizio della Torre del Principe, camino Masoner in discesa, 2 568 m, (Catinaccio); tredicesima salita della Torre Delago, 2 790 m, (Torri del Vajolet, Catinaccio, Dolomiti)
- 1897 Prima salita invernale della cresta est del Kleiner Buchstein cima nordest, (Alpi dell'Ennstal); prima salita del Vordere Karlspitze parete sud, III Ellmauer Halt, 2 344 m, (Wilder Kaiser); prima salita della parete nord del Großer Ödstein, 2 335 m, (Alpi dell'Ennstal, Gesäuse)
- 1898 Prima salita con gli sci dell'Hochkönig, 2 941 m, (Alpi di Berchtesgaden); prima salita della Fleischbankspitze cresta nord, III, 800 km e traversata con discesa verso ovest via Schöllhornrinne, 2 187 m, (Wilder Kaiser)
- 1899 Prima salita alla parete sud-est del Treffauer, II, 700 km, 2 304 m, (Wilder Kaiser); salita in solitaria all'Aiguille du Géant, 4 009 m, (zona del Monte Bianco); salita al Dent du Réquin, 3 432 m, (zona del Monte Bianco); prima salita senza guida e traversata dell'Aiguille du Grand Dru tramite la parete sud-ovest, 3 754 m, e l'Aiguille du Petit Dru, 3 733 m, (zona del Monte Bianco); salita alle Droites, 4 000 m, (zona del Monte Bianco)
- 1899 Salita all'Aiguille du Chardonnet, 3 824 m, (zona del Monte Bianco); seconda salita al Petit Clocher de Planereuse, (zona Monte Bianco); salita all'Aiguille Marbrées, 3 535 m, (zona Monte Bianco); salita al Petit Flambeau, 3 440 m, (zona Monte Bianco); salita al Aiguille de Midi, 3 842 m, (zona Monte Bianco)
- 1900 Primo salita alla Marmolada, Punta Penia, 3 309 m, (Dolomiti); prima salita alla cima principale del Dente del Gigante, parete nord-ovest, 4 013 m, (zona del Monte Bianco); prima salita senza guida alla cresta Montblanc-Peuterey, 4 807 m, (zona Monte Bianco); traversata del Montblanc du Tacul- Mont Maudit- Montblanc-cresta nordest-Grand Plateau-Grands Mulets dal Col du Midi, 4 807 m, (zona Monte Bianco); traversata dell'Aiguille Grand Charmoz, 3 444 m, (zona Monte Bianco); taversata dell'Aiguille du Gépon, 3 482 m, (zona del Monte Bianco); ascensioni nelle Alpi Pennine; ascensione alla Winklerturm "Winklerriss" e traversata, 2 800 m, (Torri del Vajolet, Catinaccio, Dolomiti); prima ascensione alla Delagoturm dalla Torre Stabler, 2 790 m, (Catinaccio); seconda ascensione alle Torri del Vajolet, 2 805 m, (Catinaccio, Dolomiti); prima ascensione alla Lärcheck-Nordostschlucht, III, 650 m, 2 126 m, (Wilder Kaiser); seconda ascensione e seconda ascensione al Campanile Basso (Guglia di Brenta) - via normale, IV, 2 883 m (Brenta);
- 1901 Prima salita alla parete est del Totenkirchl "Fünfer Weg", III, 2 193 m, (Wilder Kaiser); prima salita alla parete est-nordest del Totenkirchl - seconda terrazza "Pfannkamin", IV, 130 HM, 2 193 m, (Wilder Kaiser); prima salita alla parete nord-ovest della Kleine Halt "Alte Nordwestwand" da Scharlinger Boden, 2 116 m, (Wilder Kaiser); prima salita alla gola sud-ovest del Bauernpredigtstuhl, gola nord-est, 2 119 m, (Wilder Kaiser); prima salita allo Zinalrothorn, 4 221 m, al Weisshorn, 4 505 m, (Alpi Pennine); salita al Monte Rosa-Punta Gnifetti/Signalkuppe, 4 554 m, (Alpi Pennine); salita al Monte Rosa-Grenzgipfel, 4 618 m, (Alpi Pennine); salita al Monte Rosa-Zumsteinspitze, 4 563 m, (Alpi Pennine); salita al Monte Rosa-Dufourspitze, 4 634 m, (Alpi Pennine); seconda salita al Monte Rosa-nord-cresta nord in discesa, 4 609 m, (Alpi Pennine); seconda salita al Monte Rosa-cresta principale da sud a nord, 4 634 m, (Alpi Pennine); salita al Matterhorn-Hörnligrat-Italienergrat, 4 478 m, (Alpi Pennine)
- 1901 Salita al Balmhorn, 3 698 m, (Alpi Bernesi); salita al Zinal-Rothorn, 4 221 m, Obermominghorn, 3 968 m, Momingspitze, 3 867 m, Schallihorn, 3 974 m, Weisshorn, 4 512 m, (Alpi Pennine); salita al Dome de Miage, 3 673 m, (zona Monte Bianco); salita al Jägerhorn, 3 970 m, (Alpi Pennine); salita del Dent Blanche-cresta sud "Wandfluhgrat", III, 4 357 m, (Alpi Pennine)
- 1902 partecipante alla spedizione al Monti Tian Shan, (Kirghizistan esplorazione del Gruppo dell'Ushba, (Caucaso); salita all'Ushba-cima nord, 4 698 m e cima sud, 4 737 m, (Caucaso); prima ascensione del Semenow, circa 4 400 m, Kirghizistan)
- 1903 Prima traversata dell'Ushba - cima nord, 4 698 m fino alla cima sud, 4 737 m, ghiacciaio Ushba - altopiano Ushba - cresta nord - cima nord - cima sud -discesa tramite la cresta sud-ovest "Via Schulze", (Caucaso); prima salita allo Yusengitau - cresta est, 3 415 m, (Caucaso); prima salita del Bscheduch Tau, 4 371 m, (Caucaso)
- 1904 Salita e prima salita della cima ovest di Les Droites - cima principale da ovest a est, 4 000 m, (zona Montblanc); salita al Grandes Jorasses-Ponte Whymper, 4 196 m, (zona Montblanc)
- 1905 Salita al Zugspitze-Nordgrat, 2 962 m, (Wetterstein); salita al Montblanc-Péutéreygrat sull'Aiguille Blanche, 4 807 m, (zona Montblanc); salita al Dom de Goûter, 4 306 m, (zona Monte Bianco); salita al Aiguille Verte, 4 121 m, (zona Monte Bianco)
- 1905 Traversata Aiguille de Crepon, 3 482 m, (zona Monte Bianco)
- 1906 Salita al Zugspitze-Nordgrat, IV, 600 km, 2 963 m, (Wetterstein); salita del Watzmann parete est, 2 713 m, (Alpi di Berchtesgaden); scalata del Grosses Schreckhorn, 4 078 m, (Alpi Bernesi); scalata in solitaria del Grosses Fiescherhorn, 4 049 m, (Alpi Bernesi); scalata in solitaria del Mönch, 4 107 m, (Alpi Bernesi); scalata in solitaria dello Jungfrau, 4 161 m, (Alpi Bernesi); scalata in solitaria dello Strahlhorn, 4 190 m, (Alpi Pennine); scalata in solitaria del Rimpfischhorn, 4 199 m, (Alpi Pennine); scalata in solitaria e traversata dell'Obergabelhorn, 4 063 m, (Alpi Pennine); scalata in solitaria della cresta orientale del Lenzspitze meridionale, 4 294 m, (Alpi Pennine); prima scalata in solitaria e sedicesima salita del Cervino nord-ovest cresta "Zmuttgrat", IV, 4 478 m, (Alpi Pennine); traversata in solitaria della cresta est della Lenzspitze, 4 294 m, Nadelhorn, 4 327 m, Ulrichshorn, 3 925 m, (Gruppo del Mischabel, Alpi Pennine); traversata in solitaria del Monte Rosa-Dufourspitze da est a ovest, 4 634 m, (Alpi Pennine); ascensione del Monte Rosa-Grenzgipfel-parete est via Marinellicouloir, 2 000 m, 4 618 m, (Alpi Pennine); prima ascensione in solitaria della cresta nord-ovest del Cervino "Zmuttgrat", IV, 4 478 m, (Alpi Pennine); ascensione dell'Ulrichshorn, 3 925 m, (Gruppo del Mischabel, Alpi Pennine); ascensione del Piz Roseg, cima nord e principale 3 942 m, (Gruppo del Bernina)
- 1907 Salita della cresta ovest del Dent d'Hérens via Tiefenmattenjoch, 4 171 m, (Alpi Pennine); salita della cima ovest del Breithorn, 4 164 m, (Alpi Pennine); salita del Castore, traversata dal Lyskamm, 4 228 m, (Alpi Pennine); salita delle cime ovest e est del Lyskamm, 4 479 m, (Alpi Pennine); salita dello Schwarzhorn, 4 322 m, (Alpi Pennine); salita del Ludwigshöhe, 4 341 m, (Alpi Pennine); salita della Piramide Vincent, 4 215 m, (Alpi Pennine); salita del Piz Bernina via Biancograt, 4 049 m, (Gruppo del Bernina); prima salita del Piz Humor "Pfannl-Führe" (Gruppo del Bernina); salita del Piz Tschierva, 3 546 m, (Gruppo del Bernina); traversata e seconda salita del Piz Casnile-cresta est, IV, 350 m, 3 189 m; traversata del Piz Bianco 3 998 m (Gruppo del Bernina)
- 1908 Prima salita del Totenkirchl-parete est-nordest-seconda terrazza "Klamerkamin", V-/A0, 130 m, 2 193 m, (Wilder Kaiser); salita del Finsteraarhorn, 4 274 m, (Alpi Bernesi); traversata dell'Aletschhorn, 4 195 m, (Alpi Bernesi); salita dell'Alphubel, 4 206 m, (Alpi Pennine); salita del Allalinhorn, 4 027 m, (Alpi Pennine); salita del Nadelhorn "Nadelgrat", 4 327 m, con attraversamento della cresta fino al Dürrenhorn, 4 035 m, (Alpi Pennine); salita del Dom, 4 545 m (Alpi Pennine)
- 1908 Prima salita del Täschhorn - cresta sud-ovest "cresta del Diavolo", 3 km, 4 490 m, (Massiccio del Mischabel, Alpi Pennine); salita del Monte Rosa - cima di confine - parete est, 4 618 m, (Alpi Pennine); salita al Monte Rosa-Punta Dufour-Pitze-Pale est, 4 634 m, (Alpi Pennine); superamento dello Stecknadelhorn, 4 241 m, (Alpi Pennine); superamento dell'Hohberghorn, 4 219 m, (Alpi Pennine); salita al Dürrenhorn, 4 035 m, (Alpi Pennine)
- 1909 Salita al Gran Paradiso, 4 061 m, (Alpi Graie); salita all'Aiguille de Trélatete, 3 920 m, (zona del Monte Bianco); primo salita al Monte Bianco-verticale sud-ovest-Punta Pfann, 3 990 m, (zona del Monte Bianco); primo salita al Monte Bianco dal ghiacciaio del Monte Bianco "via Pfann Hertling", 4 807 m, (zona del Monte Bianco); salita al Monte Bianco-Bosses du Dromadaire-cresta sud-ovest "via Pfann-Hertling, 4 513 m, (zona del Monte Bianco); salita al Grandes Jorasses-vetta principale-parete sud e cresta sud-est, 4 208 m, (zona del Monte Bianco)
- 1909 Salita al Grandes Jorasses-Punta Margherita, 4 066 m, (zona Monte Bianco); salita all'Aiguille Dent de Géant dall'Aiguille de Rochefort, 4 009 m, (zona Monte Bianco); salita al Dom de Goûter, 4 306 m (zona Monte Bianco)
- 1910 Salita al Monte Bianco sul ghiacciaio del Dome, 4 807 m, (zona Monte Bianco); salita al Fletschhorn via cresta sud-ovest, 3 993 m (Alpi Pennine); traversata del Laquinhorn, discesa per la cresta nord, 4 010 m, (Alpi Pennine); salita al Weissmies, 4 017 m, (Alpi Pennine); traversata del Grand Combin de Graffeneire, 4 314 m, (Alpi Pennine); traversata del Grand Combin Aiguille Croissant (Alpi Pennine); traversata Grand Combin de Valsorey, 4 184 m (Alpi Pennine); salita al Grand Combin de Zesetta (Alpi Pennine); salita al Dôm de Goûter sopra il ghiacciaio del Dôme, 4 306 m (regione del Monte Bianco); salita al Aiguille de Bionnassay, 4 052 m (regione del Monte Bianco); salita al Aiguille Noir de Peuterey, 3 772 m (zona Monte Bianco)
- 1911 Prima salita Lackenkarspitze (Lackenkarkopf)-parete nord-(Torwand), III, 2 416 m, (Karwendel); salita al Vincentpyramide, 4 215 m, (Alpi Pennine); salita alla Punta Giordani, 4 046 m, (Alpi Pennine)
- 1911 Salita al Balmenhorn, 4 167 m, (Alpi Pennine, Italia); salita al Monte Rosa-Tarrotspitze, 4 432 m (Alpi Pennine); salita alla Punta Margherita, 4 065 m, (zona Monte Bianco); traversata dell'Aiguille de Rochefort, 4 001 m, (zona Monte Bianco); salita al Dome de Rochefort, 4 015 m (zona Monte Bianco); salita al Picco Luigi Amedeo dal Col Emile Rey, 4 469 m, e salita al Monte Bianco-Brouillardgrat, 4 807 m, (zona del Monte Bianco); superamento dell'Aiguille de Toule, 3 538 m, (zona del Monte Bianco); salita al Tour Ronde, 3 792 m, (zona del Monte Bianco); salita al Mont Mallet, 3 989 m, (zona del Monte Bianco); seconda salita alla cresta del Monte Bianco-Brouillard, 4 807 m, (area del Monte Bianco)
- 1912 Terza salita al Fleischbank parete est "Dülfer-Schaarschmidt", V/A0, 2 187 m, (Wilder Kaiser); salita al Grosses Lauteraarhorn, 4 042 m, (Alpi Bernesi); salita al Hinteres Fiescherhorn, 4 025 m, (Alpi Bernesi); superamento del Grosses Grünhorn, 4 043 m, (Alpi Bernesi); superamento della cima occidentale del Breithorn da ovest a est, 4 164 m, (Alpi Pennine); superamento della cima intermedia del Breithorn da ovest a est, 4 159 m (Alpi Pennine); superamento dei gemelli del Breithorn da ovest a est, 4 106 m (Alpi Pennine); superamento della cima orientale del Breithorn da ovest a est, 4 089 m (Alpi Pennine); salita al Polluce sullo Schwärzegletscher, 4 092 m (Alpi Pennine); salita al Bishorn, 4 153 m (Alpi Pennine); salita al Monte Rosso, 3 088 m, (Bregaglia); salita al Monte del Forno, 3 214 m, (Bergell); salita oltre la Cima di Rosso, 3 366 m, - Monte del Sissone, 3 330 m, (Bergell); tour sciistico Piz dellas Calderas, 3 397 m, (Oberhalbstein, Graubünden); salita al Faulhorn, 2 681 m, (Alpi Bernesi); salita al Strahlegghorn - cima nord, 3 461 m, (Alpi Bernesi); salita al Grünegghorn, 3 860 m, (Alpi Bernesi); salita al Kleines Fiescherhorn "Ochsengrat", 3 895 m, (Alpi Bernesi)
- 1913 Salita al Aiguille du Moine - cresta sud-est, 3 412 m (zona Monte Bianco)
- 1920 Prima ascensione dello Scharnitzspitze - parete sud-ovest "Frey-Kadner-Pfann", V-VI/A0, 2 463 m, (Wetterstein); ascensione del Mont Dolin, 2 974 m, (Alpi Pennine); ascensione della Pigne d'Arolla - cresta est, 3 790 m, (Alpi Pennine); traversata della Dent Blanche - cresta sud, discesa della cresta ovest "Ferpèclegrat", 4 357 m, (Alpi Pennine)
- 1921 Ascensione della Dent Blanche - cresta est-nord-est "Viereselgrat", III+, 4 357 m, (Alpi Pennine); ascensione del Grosses Schreckhorn - cresta nord, 4 078 m, (Alpi Bernesi); ascensione della cresta nord-ovest del Cervino, Zmuttgrat, IV, 4 478 m, (Alpi Pennine); primo superamento del Zinalrothorn, 4 221 m, (Alpi Pennine); salita e superamento dell'Obergabelhorn, discesa Arbengrat, 4 063 m, (Alpi Pennine); superamento del Weisshorn, discesa tramite la cresta nord, 4 505 m, (Alpi Pennine); salita al Wetterhorn, 3 692 m, (Alpi Bernesi); salita alla cresta sud dell'Eiger, 3 967 m, (Alpi Bernesi); salita al Wellenkuppe, 3 903 m, (Alpi Pennine); salita all'Aletschhorn, 4 195 m, (Alpi Bernesi); salita al Grande Darrei, 3 523 m, (area del Monte Bianco); superamento del Petit Darrei, 3 516 m, (area del Monte Bianco)
- 1922 Salita alla parete est dell'Aiguille Argentiere, discesa della cresta nord-est e del Couloir Barbey, 3 902 m (zona del Monte Bianco); salita al Dom, 4 491 m, e traversata della cresta verso il Täschhorn, 4 545 m (Alpi Pennine); salita al Lauterbrunnen Breithorn, 3 780 m (Alpi Bernesi); salita al Gspaltenhorn, 3 426 m (Alpi Bernesi); salita al Bietschhorn cresta nord, 3 934 m (Alpi Bernesi); traversata del Mittagshorn, 3 892 m, Ebene Fluh, 3 962 m, Lötschenlücke (Alpi Bernesi)
- 1923 Salita all'Aiguille de Triolet, 3 870 m (zona Monte Bianco); salita al Mont Dolent, 3 823 m (zona del Monte Bianco); salita al Tête du Lion, 3 720 m, (Alpi Pennine); salita al Bishorn, 4 153 m, (Alpi Pennine); prima traversata della cresta del Cervino Zmuttgrat, IV, fino a 58°, 4 478 m - salita versante italiano - Col du Lion- Pointe Maguignaz - Pointe Carrel - Pointe Blanche fino alla Dent d'Hérens per la cresta est -discesa: cresta ovest, 4 171 m, (Alpi Pennine); salita al Petit Darrei, 3 516 m
- 1924 Prima salita del Breithorn, vertice ovest- parete nord, 4 165 m, (Alpi Pennine); salita con gli sci del Strahlhorn, 4 190 m, (Alpi Pennine); salita con gli sci dell'Albhubel-Mellichenhorn, 4 206 m, (Alpi Pennine); salita con gli sci dell'Allalinhorn, 4 027 m (Alpi Pennine); salita alla località sciistica della Cima di Jazzi, 3 803 m, - Stockhorn, 3 532 m, (Alpi Pennine); traversata del Weisshorn a Bishorn, 4 153 m, (Alpi Pennine); salita al Wenger Jungfrau dalla Silberlücke, 4 060 m, (Alpi Bernesi), ascensione del percorso dello Jungfrau-Guggi, 4 161 m, (Alpi Bernesi); salita al Mönch, 4 107 m, (Alpi Bernesi); traversata del Breithorn-Westgipfel da est a ovest, 4 164 m, (Alpi Pennine); traversata del Breithorn-Mittelgipfel da est a ovest, 4 165 m, (Alpi Pennine); traversata del Breithorn-Eastgipfel da est a ovest, 4 089 m, (Alpi Pennine); attraversamento dei gemelli del Breithorn da est a ovest, 4 148 m, (Alpi Pennine); attraversamento del Castore, 4 028 m, (Alpi Pennine); salita al Felikhorn, 4 087 m, (Alpi Pennine); attraversamento delle cime occidentali e orientali del Lyskamm, 4 479 m, (Alpi Pennine); salita al Bishorn via Freiwänge, 4 153 m, (Alpi Pennine)
- 1926 Scalata della parete sud dell'Obergabelhorn, 4 063 m, (Alpi Pennine)
- 1927 Scalata del Dôm de Goûter dal Monte Bianco, 4 306 m, (area del Monte Bianco); scalata del Monte Bianco attraverso la cresta sud-occidentale delle Bosses du Dromadaire, 4 807 m, (area del Monte Bianco); scalata dell'Aiguille de Rochefort, 4 001 m, (area del Monte Bianco); scalata del Grand Flambeau, 3 559 m, (area del Monte Bianco)
- 1928 Capo spedizione della prima spedizione tedesca e austriaca sulle Ande, Cordillera Real, (Ande, Bolivia); scalata del Pico del Norte, 6 070 m, (Cordillera Real-Ande, Bolivia); prima scalata dell'Illampu, 6 368 m, (Cordillera Real-Ande, Bolivia); salita al Cerro Calzada, (Cordillera Real-Ande, Bolivia); prima salita al Chearoco, 6 150 m, (Ande, Bolivia); salita al Visicacha, (Cordigliera, Ande, Bolivia)
- 1930 Salita al Aiguille de L'Am, 2 844 m, (regione del Monte Bianco); salita al Aiguille de Plan, 3 673 m, (regione del Monte Bianco)
- 1934 Salita al Finsteraarhorn, 4 274 m, (Alpi Bernesi); salita della via Jungfrau-Guggi, 4 161 m, (Alpi Bernesi); salita al Tschingelhorn, 3 562 m, (Alpi Bernesi)
- 1942 Salita al Totenkirchl, 2 193 m, (Wilder Kaiser); salita al Predigtstuhl, 2 116 m, (Wilder Kaiser); salita dell'Ellmauer Halt-Kopftörlgrat, 2 344 m, (Wilder Kaiser)
- 1947 Salita del Musterstein-versante sud, 2 478 m, (Wetterstein)
- 1952 Salita al Watzespitze, 3 533 m, (Alpi dell'Ötztal); salita al Verpeilspitze, 3 425 m, (Kaunergrat, Alpi Venoste); salita al Schwabenkopf, 3 379 m, (Kaunergrat, Alpi Venoste); salita al Fuscherkarkopf, 3 331 m, (zona Glockner, Alti Tauri)
- 1954 Salita al Piz Palü, cima est, 3 901 m, (regione del Bernina); salita al Totenkirchl parete est-nordest "Pfannkamin", IV, 130 m, 2 193 m, (Wilder Kaiser); salita al Mont Dolent, 3 823 m, (regione Monte Bianco); prima salita al Totenkirchl cresta sud-est prima torre "Variante Pfann", 2 193 m, (Wilder Kaiser)[1][2]